# SYCE1L
SYCE1L (англ. Synaptonemal complex central element protein 1 like) – білок, який кодується однойменним геном, розташованим у людей на 16-й хромосомі. Довжина поліпептидного ланцюга білка становить 242 амінокислот, а молекулярна маса — 27 397.
| 10         |  | 20         |  | 30         |  | 40         |  | 50         |
| ---------- |  | ---------- |  | ---------- |  | ---------- |  | ---------- |
| MAGKLKPLNV |  | EAPEATEEAE |  | GQAKSLKTED |  | LLAMVIKLQK |  | EGSLEPQIED |
| LISRINDLQQ |  | AKKKSSEELR |  | ETHSLWEALH |  | RELDSLNGEK |  | VHLEEVLGKK |
| QEALRILQMH |  | CQEKESEAQR |  | LDVRGQLEDL |  | MGQHKDLWEF |  | HMLEQRLARE |
| IRALERSKEQ |  | LLSERRLVRA |  | KLREVERRLH |  | SPPEVEGAMA |  | VNDGLKAELE |
| IFGEQVRSAP |  | EVGAGEGEAG |  | PELPRARDEE |  | DPEPPVAAPD |  | AL         |

A: Аланін

C: Цистеїн

D: Аспарагінова кислота

E: Глутамінова кислота

F: Фенілаланін

G: Гліцин

H: Гістидин

I: Ізолейцин

K: Лізин

L: Лейцин

M: Метіонін

N: Аспарагін

P: Пролін

Q: Глутамін

R: Аргінін

S: Серин

T: Треонін

V: Валін

Задіяний у такому біологічному процесі, як мейоз. 